# پائول اسمیث
پائول اسمیث (انگلیسی: Paul Smith؛ متولد ۴ سپتامبر ۱۹۵۳) یک قلم‌زن و جوهرزن اهل ایالات متحده آمریکا است.